# Parvin Ardalan
Parvin Ardalan, sinh năm 1967 tại Tehran, là nhà văn, nhà báo và nhà hoạt động nữ quyền nổi tiếng người Iran. Bà đã được trao giải Olof Palme năm 2007 về nỗ lực đấu tranh cho quyền bình đẳng giữa nam giới và nữ giới ở Iran.
Trong thập niên 1990 Ardalan, cùng với Noushin Ahmadi Khorasani, đã lập ra "Trung tâm văn hóa Phụ nữ" (Markaz-e Farhangi-ye Zanan), dùng làm trung tâm tạo ra dư luận, phân tích và chứng minh bằng tài liệu các vấn đề của phụ nữ ở Iran. Từ năm 2005 tổ chức này đã xuất bản tạp chí online về nữ quyền đầu tiên ở Iran – tạp chí Zanestan – do Parvin Ardalan làm tổng biên tập. Tạp chí này đã đấu tranh bền bỉ chống kiểm duyệt báo chí và đề cập tới các vấn đề hôn nhân, mại dâm, giáo dục, bệnh AIDS, cũng như bạo lực đối với phụ nữ.
Ardalan cũng là một trong những người sáng lập đợt vận động One Million Signatures (Một triệu chữ ký), nhằm thu thập một triệu chữ ký để đòi hỏi quyền bình đẳng của phụ nữ. Trong đợt vận động này, bà đã tham gia vào các cuộc biểu tình phản đối và đã bị đàn áp dữ dội. Năm 2007, bà cùng với Noushin Ahmadi Khorasani, bị xử phạt 3 năm tù giam về tội được cho là "đe dọa nền an ninh quốc gia" và đấu tranh cho nữ quyền. Sau đó có thêm 4 nhà hoạt động nữ quyền nữa cũng bị xử phạt như vậy.

## Giải thưởng
- Giải Olof Palme (2007) [2]